# Saint-Barthélemy-le-Plain
Saint-Barthélemy-le-Plain è un comune francese di 792 abitanti situato nel dipartimento dell'Ardèche della regione dell'Alvernia-Rodano-Alpi.

## Società

### Evoluzione demografica
Abitanti censiti